# Semaeopus böttgeri
Semaeopus böttgeri là một loài bướm đêm trong họ Geometridae.